# Ковач, Ласло (шахматист)
Ласло Ковач (венг. Kovács László; 5 октября 1938 — 13 октября 2000) — венгерский шахматист, международный мастер (1965).